# 4D Man
4D Man (sau Master of Terror în SUA, redenumit ca The Evil Force în Marea Britanie) este un film SF american independent din 1959 regizat de Irvin Shortess Yeaworth, Jr. În rolurile principale joacă actorii Robert Lansing, Lee Meriwether, James Congdon.

## Prezentare
Doi frați, oamenii de știință Scott și Tony Nelson, dezvoltă un amplificator care permite unei persoane să intre într-o stare denumită a patra dimensiune și astfel să treacă prin obiecte materiale. Experimentele lui Scott asupra lui însuși relevă faptul că de fiecare dată când trece printr-un obiect îmbătrânește rapid. El începe să omoare oameni pentru a se hrăni din energiile lor de viață și astfel pentru a întineri. Linda, prietena celor doi frați, trebuie să încerce să pună capăt pornirilor violente ale lui Scott.

## Distribuție
- Robert Lansing — Dr. Scott Nelson
- Lee Meriwether — Linda Davis
- James Congdon — Dr. Tony Nelson
- Robert Strauss — Roy Parker
- Edgar Stehli — Dr. Theodore W. Carson
- Patty Duke — Marjorie Sutherland
- Guy Raymond — Fred
- Chic James — B-girl
- Elbert Smith — Capt. Rogers
- George Karas — Sgt. Todaman (ca George Kara)
- Jasper Deeter — Sr. Welles